# Danaé (Q131)
Pour les articles homonymes, voir Danaé.
La Danaé (Q131) était un sous-marin de la Marine nationale française de l'entre-deux-guerres, de la classe Ondine.